# Борисоглебский Песоцкий монастырь
Борисоглебский Песоцкий монастырь — монастырь, располагавшийся в Переславле-Залесском.

## История монастыря
Монастырь находился южнее Никольского монастыря, сохранившегося до наших дней. Служил дополнительной защитой с уязвимой стороны Переславского кремля.
В первой половине XVII века монастырь был беден — «много лет стоял пуст и не огорожен».
Борисоглебский монастырь «что на Песках» связан с именем почитаемого в Переславле святого Корнилия Молчальника, который поселился здесь, приняв обет молчания, и жил вплоть до своей смерти в 1693 году.
Согласно описи 1702 года в Борисоглебском Песоцком монастыре было две церкви: каменная Смоленская (с трапезной палатой, колокольней и Борисоглебским приделом) и деревянная Борисоглебская.
Монастырь упразднён в 1764 году. Смоленская церковь превращена в приходскую.

## Смоленская Корнилиевская церковь

Смоленская церковь. Около 1950 года

Смоленская церковь (позже получила второе наименование — Корнилиевская) построена на территории Борисоглебского Песоцкого монастыря на монастырские средства и на деньни доброхотных дателей в 1694—1705 годах Архитектор храма — Гаврило Севастьянов. В 1705 году в только что возведённую церковь поместили мощи св. Корнилия Молчальника.
Архитектура церкви очень интересна: к трапезной пристроен келейный корпус. Над корпусом была колокольня, частью опирающаяся на стену корпуса, а частью на его перекрытия.
Смоленская церковь — единственное сохранившееся строение Борисоглебского Песоцкого монастыря. После закрытия обители она служила приходским храмом. На чердаке придела Смоленской церкви располагался архив Переславского духовного правления.
После революции она не была закрыта и работала вплоть до Великой Отечественной войны, а затем использовалась как склад и жилое помещение. Вплоть до середины 1970-х годов здесь проживали люди. 18 июля 1987 года около 15 часов колокольня обрушилась, и с тех пор кельи разбираются на кирпич.

Смоленская церковь

В 1996 году Смоленско-Корнилиевская церковь, а позднее и мощи святого Корнилия были переданы Никольскому женскому монастырю. Этот монастырь сейчас активно приступил к трудоёмкой и ответственной реставрации Смоленской церкви, которая признана памятником архитектуры и, следовательно, не может быть перестроена. В церкви проводятся регулярные богослужения.

## В окрестностях монастыря
- Никольский монастырь
- Знаменская церковь
- Рыбная слобода

## Забавная путаница
В Переславле было два Борисоглебских монастыря: Надозёрный и Песоцкий. Есть мнение, что к началу XVIII века эти Борисоглебские монастыри были одним монастырём. Эта версия непопулярна.